# آدام رابرتز (بازیکن فوتبال)
آدام رابرتز (انگلیسی: Adam Roberts؛ زادهٔ ۳۰ دسامبر ۱۹۹۱) بازیکن فوتبال اهل بریتانیا است.
از باشگاه‌هایی که در آن بازی کرده‌است می‌توان به باشگاه فوتبال مکلسفیلد تاون، باشگاه فوتبال نورتویچ ویکتوریا، و باشگاه فوتبال لیک تاون اشاره کرد.